# 山嘴沟
山嘴沟是贺兰山的一条沟谷，位于宁夏回族自治区银川市西部，呈东西走向。因沟中有小路通往内蒙古，该沟在明朝时为边防关隘。其沟口形似嘴状，故得起名。沟内亦由残损得寺庙、佛洞、壁画和喇嘛塔等遗迹。